# Söller Sportschützen
Die Söller Sportschützen sind ein  Schießsportverein in der Gemeinde Söll in Tirol.

## Geschichte
Der Verein wurde im Jahr 1957 als Schützengilde Söll gegründet und im Jahr 2005 in Söller Sportschützen umbenannt. Seit den frühen 1980er Jahren zählt der Verein zu den erfolgreichsten in Österreich und brachte stets Österreichische Meister, Europa- und Weltmeisterschaftsteilnehmer hervor. 
Der größte mannschaftliche Triumph gelang 2011 in Wels, wo er, gegen die Mannschaft der SG Kössen, Meister der Österreichischen Bundesliga wurde.
Dieser Erfolg konnte im Jahr 2014, gegen die "königl. priv. Schützengilde Zell am See", wiederholt werden.
Damit sind die Söller Sportschützen, gemeinsam mit der SG Zell am Ziller, Rekordsieger der Österreichischen Luftgewehrbundesliga.

## Schießanlage
2008 wurde eine der modernsten Schießanlagen Österreichs im Zuge des Neubaues der Salvenarena Söll errichtet.

## Meisterteam 2011
Das Meisterteam 2011, das in jener Bundesligasaison ungeschlagen blieb, waren Sonja Embacher, Dieter Grabner, Georg Zott, Daniela Wohlschlager, Bernhard Krall, Martin Embacher und Alexandra Embacher.